# Distretto di Ban Na San
Il distretto di Ban Na San (in thailandese: บ้านนาสาร) è un distretto (amphoe) della Thailandia, situato nella provincia di Surat Thani.